# Manga de Clavo (Chiapas)
Manga de Clavo es una localidad del estado mexicano de Chiapas. Es parte del municipio de Tapachula.

## Demografía
| Gráfica de evolución demográfica |
|                                  |

| Censo | Población |
| ----- | --------- |
| 1950  | 160       |
| 1960  | 285       |
| 1970  | 390       |
| 1980  | 467       |
| 1990  | 529       |
| 2000  | 468       |
| 2010  | 625       |
| 2020  | 1 709     |